# Mastacideidae
Mastacideidae zijn een familie van rechtvleugelige insecten die behoren tot de kortsprietigen. De familie werd voor het eerst wetenschappelijk gepubliceerd door Rehn in 1948.
De soorten binnen de familie komen voor in Zuid-Azië, met name in India.

## Taxonomie
De familie telt 10 soorten binnen 2 geslachten:
- Onderfamilie Mastacideinae Rehn, 1948
  - Geslacht Mastacides Bolívar, 1899
    - Soort Mastacides crassipes Bolívar, 1930
    - Soort Mastacides fletcheri Bolívar, 1930
    - Soort Mastacides gracilipes Bolívar, 1930
    - Soort Mastacides nilgirisicus Bolívar, 1914
    - Soort Mastacides pterolepis Bolívar, 1899
    - Soort Mastacides pupaeformis Bolívar, 1899
    - Soort Mastacides stuartensis Bolívar, 1930

  - Geslacht Paramastacides Descamps, 1974
    - Soort Paramastacides gracilipes Bolívar, 1930
    - Soort Paramastacides ramachendrai Bolívar, 1930
    - Soort Paramastacides stuartensis Bolívar, 1930